# Deborah Woodworth
Pour les articles homonymes, voir Woodworth.
Deborah Woodworth  est une femme de lettres américaine, auteure de roman policier.

## Biographie
Deborah Woodworth passe son enfance dans le sud de l'Ohio. Elle fait des études et obtient un doctorat en sociologie des religions.
En 1997, elle publie son premier roman, Death of a Winter Shaker, premier volume d'une série consacrée à Sœur Rose Callahan, élue de la communauté des croyants dans un village de Shakers dans le Kentucky. Avec le cinquième roman de la série, Killer Gifts, paru en 2001, elle est lauréate du prix Barry 2002 du meilleur livre de poche.

## Œuvre

### Romans

#### SérieRose Callahan
- Death of a Winter Shaker (1997)
- A Deadly Shaker Spring (1998)
- Sins of a Shaker Summer (1999)
- A Simple Shaker Murder (2000)
- Killer Gifts (2001)
- Dancing Dead (2002)

### Autres ouvrages
- Compassion (1997)
- Determination (1998)
- Adventure (2000)
- Faith (2000)

## Prix et distinctions

### Prix
- Prix Barry 2002 du meilleur livre de poche pour Killer Gifts[1]